# Saint-Vincent-sur-Jabron
Saint-Vincent-sur-Jabron är en kommun i departementet Alpes-de-Haute-Provence i regionen Provence-Alpes-Côte d'Azur i sydöstra Frankrike. Kommunen ligger  i kantonen Noyers-sur-Jabron som ligger i arrondissementet Forcalquier. År 2022 hade Saint-Vincent-sur-Jabron 168 invånare.

## Befolkningsutveckling
Antalet invånare i kommunen Saint-Vincent-sur-Jabron
Referens: INSEE